# Tetsu Katayama
Tetsu Katayama (片山 哲 Katayama Tetsu), (28 de juliol de 1887 - 30 de maig de 1978) va ser un polític japonès que va exercir com a primer ministre del Japó des de 1947 fins a 1948. Va ser el primer socialista que va exercir com a primer ministre japonès i l'últim no membre del Partit Liberal Democràtic o dels seus precursors fins al 1993.